# Baldratia nitrariacarpa
Baldratia nitrariacarpa är en tvåvingeart som beskrevs av Fedotova 1991. Baldratia nitrariacarpa ingår i släktet Baldratia och familjen gallmyggor. Inga underarter finns listade i Catalogue of Life.